# Институт демократических альтернатив в Южной Африке
Институт демократических альтернатив в Южной Африке (англ. The Institute for Democratic Alternatives in South Africa, IDASA) — неправительственная организация в ЮАР для продвижения демократии.
Институт, позже известный как Институт демократии в Южной Африке, был базирующейся в Южной Африке аналитической организацией, основанной в 1986 году Фредериком ван Зилом Слаббертом и Алексом Борейном. Его первоначальная цель с 1987 года заключалась в создании условий для белых южноафриканцев, которые могли бы вести переговоры с запрещенным освободительным движением в изгнании, Африканским национальным конгрессом (АНК), до его разблокирования в 1990 году президентом Фредериком де Клерком. После выборов в Южной Африке в 1994 году его внимание было сосредоточено на создании демократических институтов в стране, политической прозрачности и надлежащего управления. Институт попал в кризис финансирования после мирового финансового кризиса 2008 года, завершившегося в 2013 году.
Институт наиболее известен благодаря Дакарской конференции института и АНК с 9 по 12 июля 1987 года. На конференции обсуждались стратегии фундаментальных перемен в Южной Африке, национальное единство, структуры правительства и будущее экономики в свободной Южно-Африканской Республике. Делегация института участвовала в конференции неофициально и позже была осуждена правительством Южной Африки за встречу с запрещенной организацией.

## История
Слабберт, член оппозиции, ушел из Прогрессивной федеральной партии и парламента Южной Африки в январе 1986 года изучать другие пути переговоров между белыми и черными южноафриканцами. Вместе с ним ушел и Алекс Борейн .
Слабберт и Борейн основали Институт демократических альтернатив в Южной Африке (IDASA), непартийную организацию, целью которой было продвижение инклюзивной демократии в Южной Африке путем общения с людьми всех рас внутри и за пределами страны. Вторая цель заключалась в том, чтобы найти нерасовую и демократическую альтернативу системе апартеида в Южной Африке. Институт позднее адаптировал свою миссию и направленность. Они описаны как шесть этапов:
- Создание климата для демократии (1986—1990 гг.)
- Важный союзник в переходный период (1990-93)
- Поддержка выборов (1993-95)
- Строительство демократических институтов (1995-98)
- Расширение прав и возможностей граждан (1998—2000 годы)
- продвижение существующих стратегий по всему миру

### Роль до конца апартеида
До исторического события, произошедшего в Дакаре в 1987 году, первая встреча института состоялась в Порт-Элизабет 8-9 мая 1987 года, когда 400 делегатов встретились, чтобы обсудить демократию в отношении с правительством, трудом, бизнес-образованием, правом, средствами массовой информации и религией. Слабберт в общении с Табо Мбеки, членом Национального исполнительного комитета АНК, обсудил изменение отношения некоторых представителей африканерской элиты к африканерскому национализму и апартеиду. В результате родилась идея возможной встречи между институтом и АНК как переход от политики оппозиционных белых либералов, пытающихся вызвать политические изменения внутри парламентской системы, к африканерской элите, принимающей прямые действия по формированию будущего направления Южной Африки.
Позже в 1986 году Слабберт и Брейтен Брейтенбах встретились на острове Горе в Дакаре в Сенегале и решили, что город должен стать местом проведения конференции. Затем они обратились к Джорджу Соросу с просьбой помочь в финансировании конференции, что он и сделал, но он скептически относился к тому, что конференция принесет какие-либо результаты для Южной Африки. Конференция, состоявшаяся в июле 1987 года, позже будет известна как «Дакарская конференция», но также была известна как «Дакарский диалог» или «Дакарская инициатива» :73. Президент Бота был в ярости на институт и его делегатов, предложил конфисковать их паспорта и предложил закон, который дошел до стадии законопроекта о запрете этой организации и других, но после того, как институт оказал давление на иностранных дипломатов в Южной Африке, это давление вынудило правительство пересмотреть законопроект. Деньги начали поступать в казну института, и для сохранения его независимости институт отказывался принимать деньги от корпораций Южной Африки, поскольку это могло создать ощущение конфликта интересов. Первым донором стало норвежское консульство, а вскоре за ним последовали и другие доноры, такие как Joseph Rowntree Trust, Cadbury Trust и Фонд Рокфеллера:23.
В 1996 году Фонд Форда пожертвовал 1,165 миллиона долларов. Прежде он традиционно жертвовал от 50 000 до 200 000 долларов африканским организациям. С 1996 года USAID жертвало 1 миллион долларов в течение двухлетнего периода:828. Значительное финансирование было также получено от Национального фонда демократии.
15-16 июля 1988 г. была созвана конференция под названием «Хартия свободы и будущее» (The Freedom Charter and the Future). Делегаты конференции обсудили Хартию свободы 1955 года, пытаясь понять её важность для черных оппозиционных партий в изгнании. В октябре 1988 года институт организовал встречу в Леверкузене, Германия с делегацией АНК, в которую входил Джо Слово, лидер Южно-Африканской коммунистической партии, и советская делегация ученых. Целью института было обсуждение будущей экономической политики для нового устройства Южной Африки. Некоторые критики утверждали, что эта будущая политика приняла форму неолиберальной экономики.
Институт провел встречу в столице Замбии Лусаке в мае 1990 года :290 с членами Сил обороны Южной Африки и военного крыла АНК Умхонто ве сизве, для обсуждения будущей безопасности в новой Южной Африке и формы будущих сил обороны:290. Президент де Клерк еще не объявил амнистию членам Умхонто ве сизве, поэтому местом проведения должна была стать Замбия. В ходе пятидневной конференции будет достигнут консенсус относительно необходимости прекращения боевых действий обеими сторонами, прекращения призыва на военную службу и будущего слияния освободительных армий и сил национальной обороны в новую нерасовую, неполитическую организацию:26. Эти идеи легли в основу новых Сил национальной обороны Южной Африки.
В 1992 году институт основал Учебный центр демократии в Йоханнесбурге (Training Centre of Democracy in Johannesburg). Его цель заключалась в продвижении идей демократии среди лидеров южноафриканского сообщества посредством обучения философии, истории и процессам демократии. Также в 1992 году была проведена еще одна конференция под названием «Полицейская работа в Южной Африке в 1990-е годы» (Policing in South Africa in the 1990s). Здесь южноафриканская полиция встретилась с политическими лидерами и экспертами по полицейской деятельности, чтобы обсудить работу полиции в новой политической структуре Южной Африки, восстанавливая доверие и уважение со стороны широкой общественности после многих лет использования полиции для обеспечения соблюдения правил и законодательства апартеида. Институт также организовал пять конституционных сафари (Constitutional Safaris) с 1992 по 1994 год, в ходе которых члены будущих политических партий, разрабатывавших новую конституцию для Южной Африки, смогли посетить основные политические партии в Европе, Северной Америке и Австралии, чтобы изучить передовой опыт демократии. Чтобы вовлечь правое крыло в Южной Африке в будущую демократическую Южную Африку, институт создал программу под названием «Диалог с консерваторами» (Dialogue with Conservatives) и привел Фронт свободы к встрече с Нельсоном Манделой и АНК для обеспечения их возможного участия в выборах в Южной Африке в 1994 году и снижения угрозы со стороны крайне правых.

### Роль после выборов 1994 года
В 1994 году институт был переименован в Институт демократии Южной Африки (Institute of Democracy in South Africa), чтобы отразить характер выборов 1994 года в стране и переход к демократическому правительству. Таким образом, миссия института изменилась, и в 1995 году они создали Центр общественной информации (Public Information Centre, PIC) — орган, который будет контролировать работу и подотчетность нового правительства перед общественностью в качестве критического союзника и влиять на государственную политику. Институт создал Службу общественной информации и мониторинга (Public Information and Monitoring Service, PIMS) для поддержки демократии в правительстве посредством программ обучения демократии, а также будет поддерживать демократию путем подачи предложений в парламентские комитеты. В 1998 году институт провел кампанию по обучению избирателей перед предстоящими выборами в Южной Африке в 1999 году.
Институт в конечном итоге превратится в структуру, состоящую из девяти подразделений или программ:
- Медиа Группа
- Служба бюджетной информации
- Центр управления в Африке
- Программа расширения прав и возможностей сообщества и граждан
- Программа управления и помощи
- Центр местного самоуправления
- Миростроительство и разрешение конфликтов
- Программа «Право знать»
- Южноафриканский миграционный проект

В 2005 году институт обратился в суд с иском, чтобы заставить политические партии раскрыть происхождение политических пожертвований. Заявление было направлено для проверки Закона о содействии доступу к информации, и в нем были названы партии, названные в заявке: АНК, Демократический альянс, Партия свободы Инката и Новая национальная партия.. Судья Высокого суда Кейптауна вынес решение против института. Институт открыл офисы в Нигерии, Демократической Республике Конго и Зимбабве и будет поддерживать проекты в Уганде, Замбии, Анголе, Лесото, Малави, Танзании, Мозамбике и Свазиленде.

## Закрытие
После глобального финансового кризиса 2008 года пожертвования со всего мира, которые поддерживали бюджеты и программы института, начали иссякать. Организация закрылась 26 марта 2013 года после заявления для прессы Пола Грэма, исполнительного директора института.

## Критика
Некоторые критики слева утверждают, что институт при финансовой поддержке Агентства США по международному развитию и Национального фонда демократии «продвигал по сути неолиберальную повестку дня», уделяя особое внимание ограниченным формам представительной демократии, в которой экономические вопросы не были предметом демократического контроля.